# Weatherby
Weatherby é uma cidade  localizada no estado americano de Missouri, no Condado de DeKalb.

## Demografia
Segundo o censo americano de 2000, a sua população era de 123 habitantes.
Em 2006, foi estimada uma população de 119, um decréscimo de 4 (-3.3%).

## Geografia
De acordo com o United States Census Bureau tem uma área de
0,3 km², dos quais 0,3 km² cobertos por terra e 0,0 km² cobertos por água. Weatherby localiza-se a aproximadamente 268 m acima do nível do mar.

## Localidades na vizinhança
O diagrama seguinte representa as localidades num raio de 20 km ao redor de Weatherby.